# 宣道會陳元喜小學
- 關於此校下午校併入頌安邨台山商會黃達道紀念學校，請見「宣道會台山陳元喜小學」。

宣道會陳元喜小學，為一所香港的津貼小學，於1984年創辦，並在2021年遷入位於美林邨的現址。

## 歷史
此校雖然早於1984年9月創辦，但由於秦石邨二期（後拆分為豐盛苑）連同校舍當時仍在施工，曾先後借用佛教明珠學校，以及同系的宣道會鄭榮之中學校舍上課。至1985年9月，此校才遷入預定校舍上課。
至2007年，此校實施全日制，上午校繼續在秦石邨校舍上課，而下午校則與瀕臨「殺校」、位於馬鞍山的台山商會黃達道紀念學校合併，成為宣道會台山陳元喜小學。
2016年，此校與宣道會鄭榮之中學脫離「聯繫學校」關係。
由於舊校舍空間不足，加上建於停車場大樓上蓋，無法進行擴建。因此，此校於2019年申請遷校，並獲分配位於同區美林邨的前崇蘭中學校舍，至2021年8月正式遷校。同年12月18日，新校舍舉行獻校暨揭幕典禮。

## 歷任校長

### 上午校
- 蔡本讓先生（1984年-2005年，創校校長）[8]

### 下午校
- 張景蘇先生（1986年-2005年，創校校長）
- 鄧天恩女士（2005年-2007年，第二任，後過渡至台山陳元喜小學出任校長至2013年）

### 全日制
- 楊潤玲女士（2005年-2020年，首任全日制校長）[8]
- 吳澤來先生（2020年起，現任校長）

## 校舍

### 從前校舍
從前校舍為一座第二代標準小學校舍，建於秦石邨近豐盛苑停車場上蓋，於1985年啟用，校舍面積為2,660平方米，設有25間課室及各種特別室。
隨著學校於2021年8月遷出，此校舍目前已經騰空，並於2022年1月批予教聯會開辦「愛國教育支援中心」。

### 現時校舍
此校現時的校舍位於美林邨，為一座與樂道中學相連的全連環型校舍，於1989年落成，並曾於1997年加建5樓及升降機塔，面積為6,000平方米，改建後設有30間課室及各種特別室。校舍毗鄰美城苑及美松苑。
該校舍已於2021年6月完成翻新工作，並於8月尾遷入，為全港第五座採用連環型校舍的小學。

#### 校舍圖集

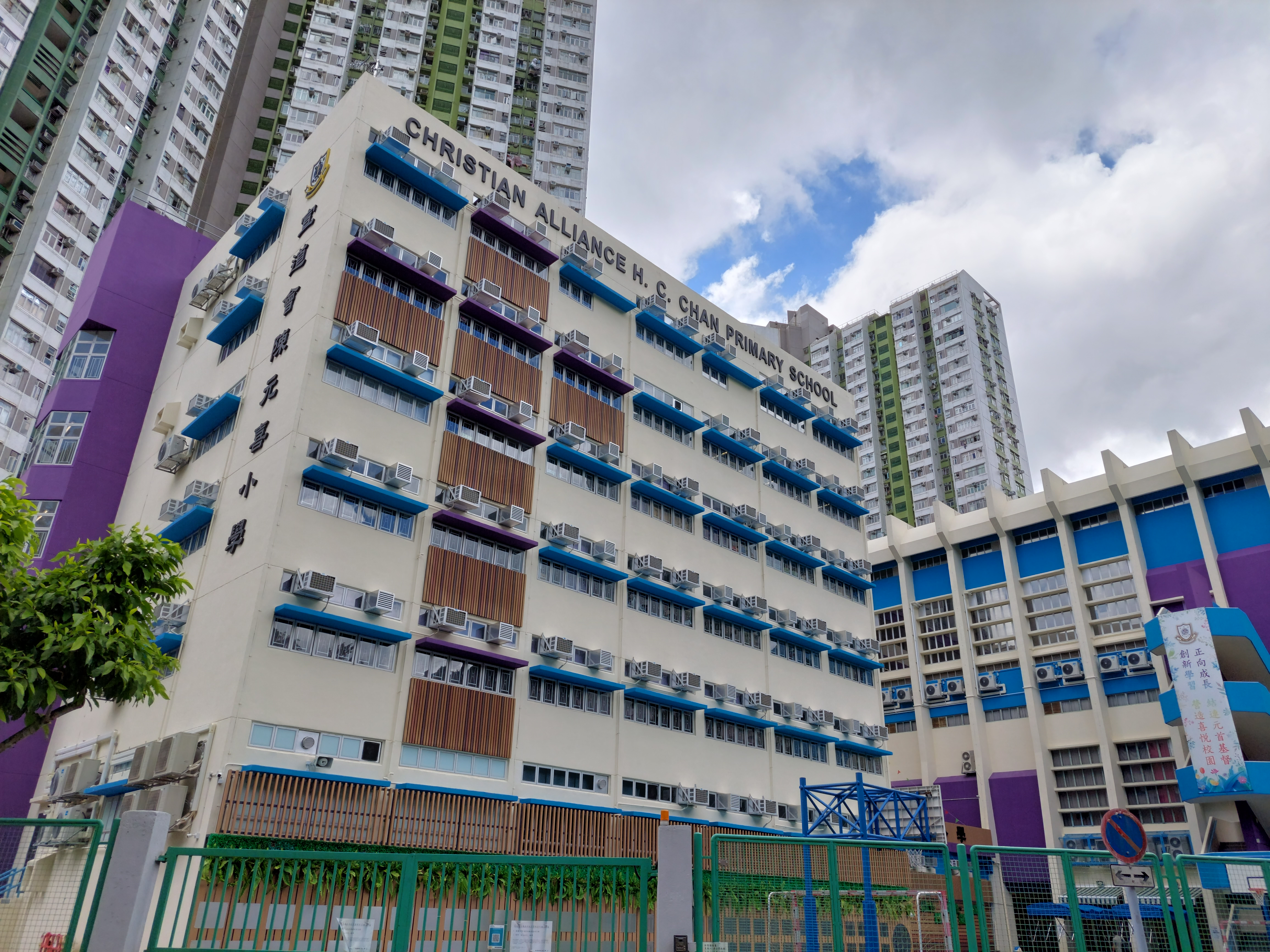
現時校舍東北面
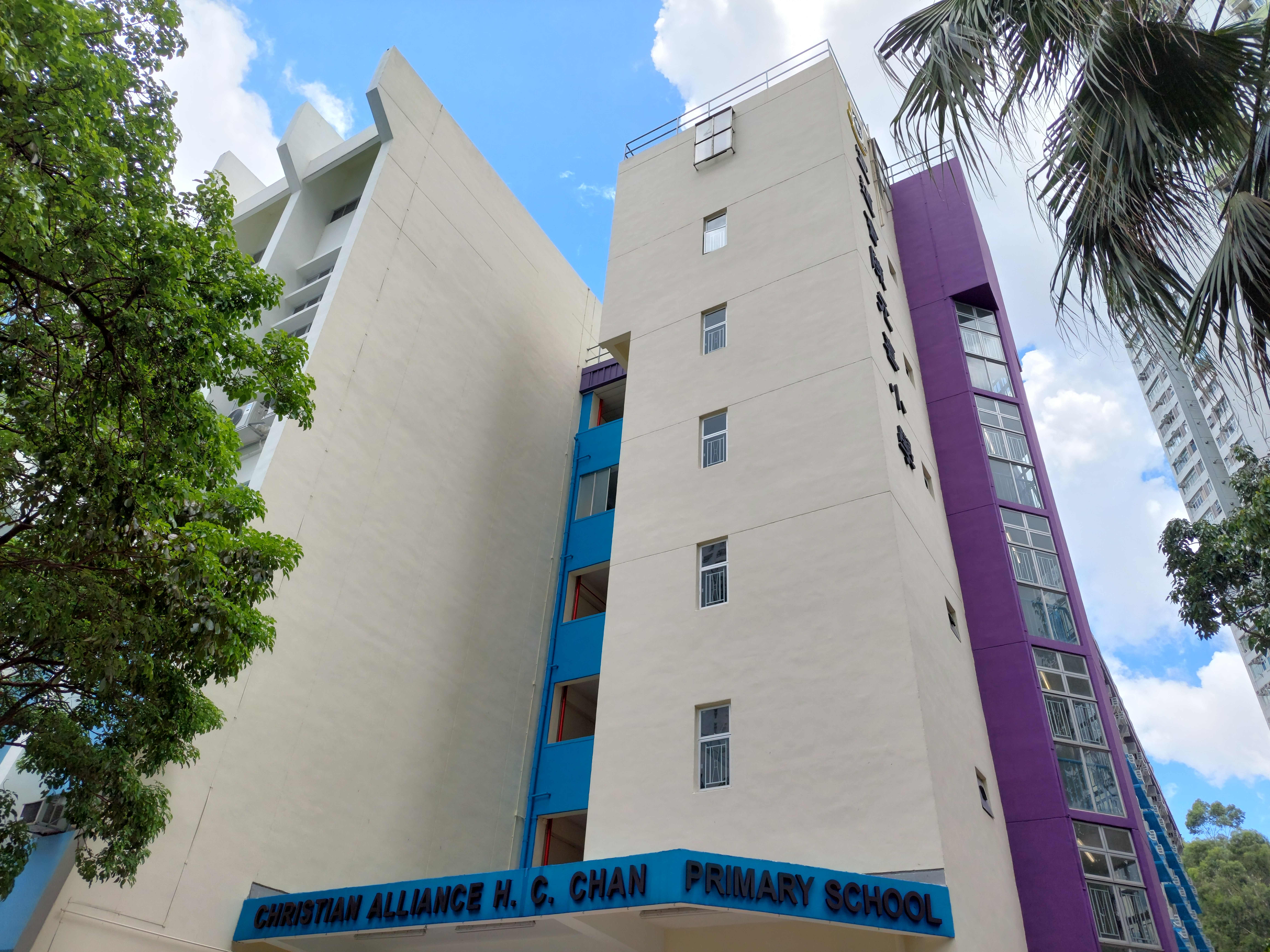
現時校舍後門
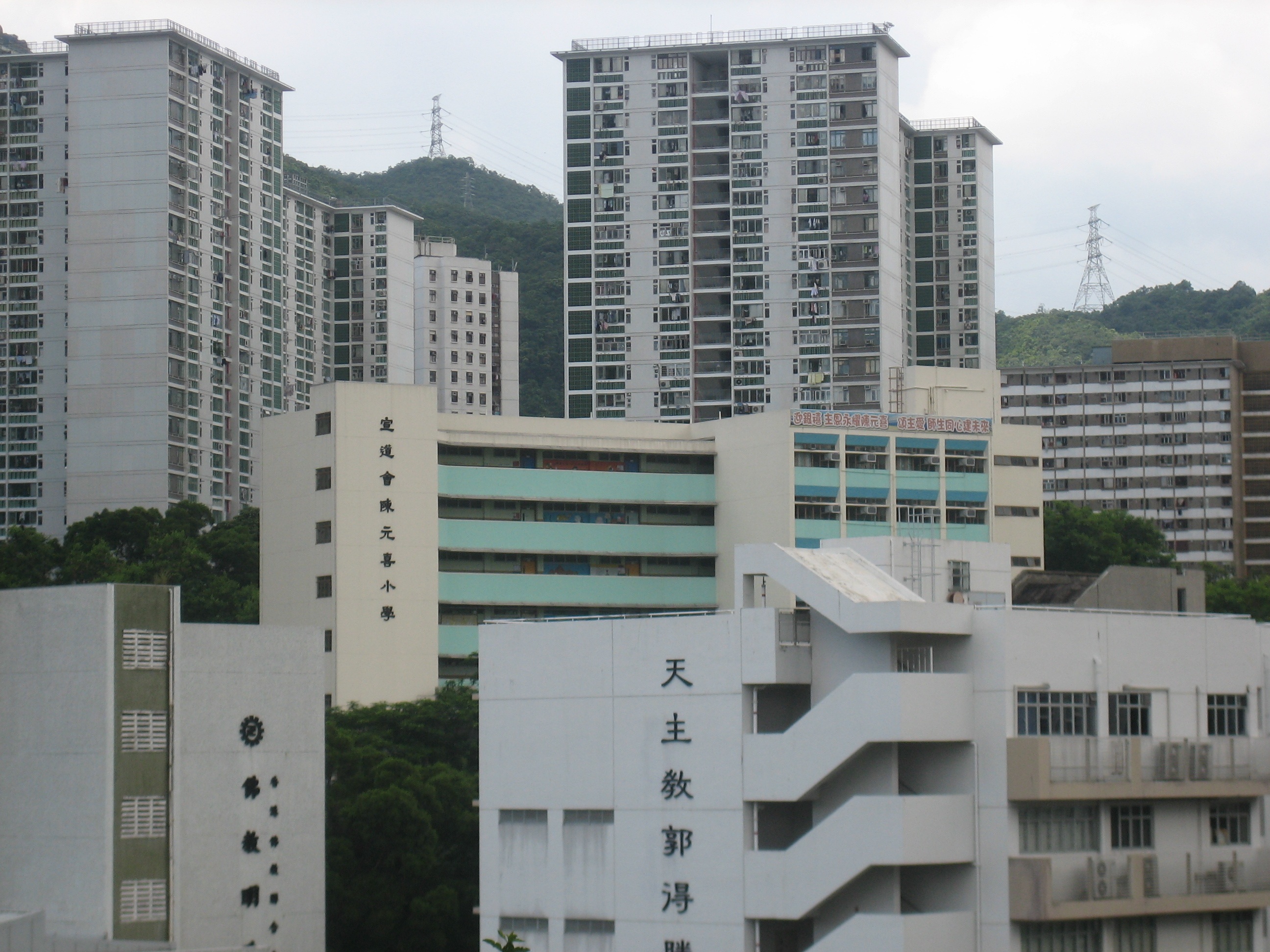
舊校舍
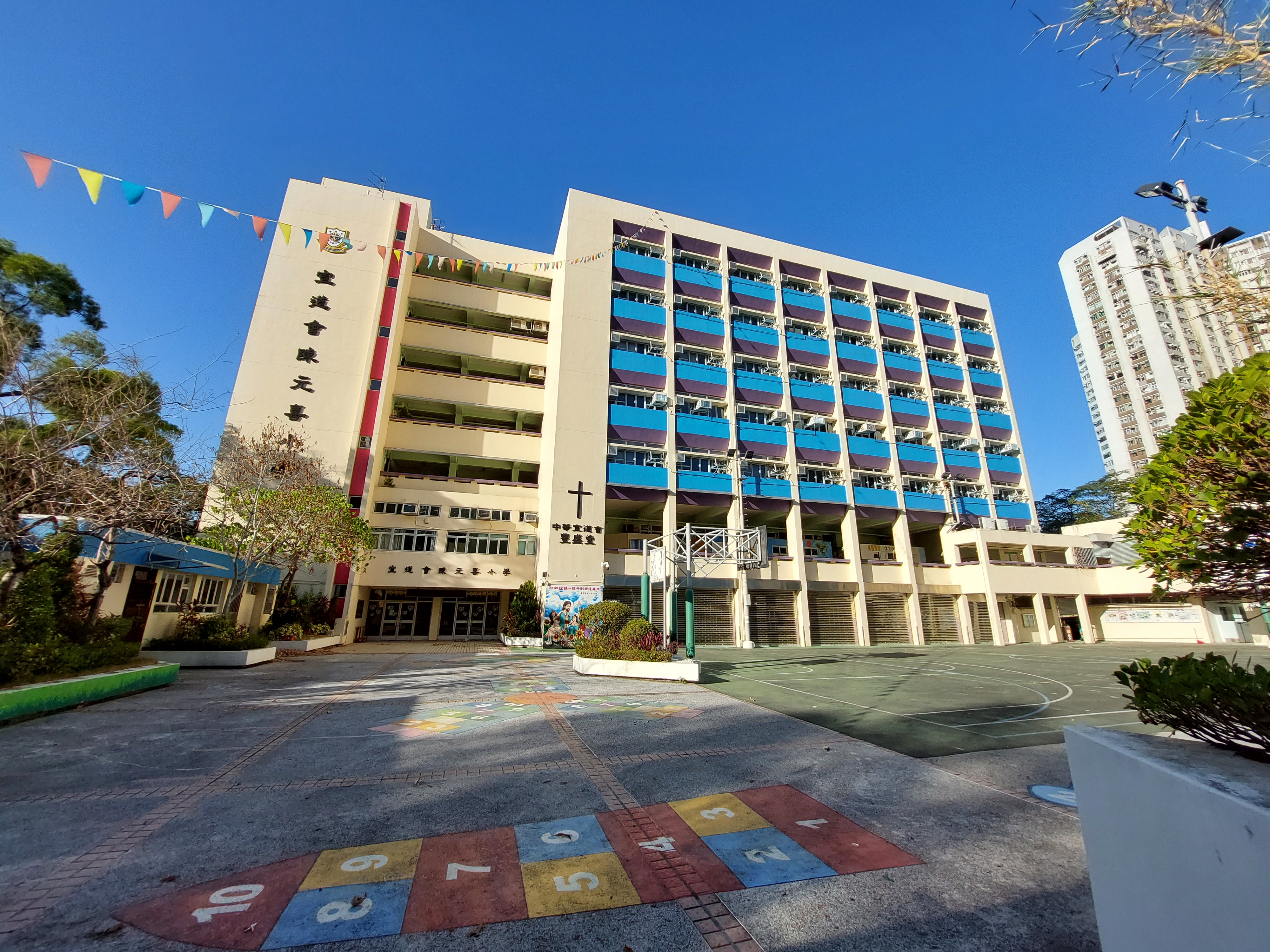
舊校舍現為愛國教育支援中心

## 註解
1. ↑  2021/22年度[2]
2. ↑  全稱為「香港九龍塘基督教中華宣道會陳元喜小學」
3. ↑  原先為崇蘭中學校舍；該校結束後，亦曾用作香港聖瑪加利女書院的臨時校舍，至2019年亦告停辦

## 外部連結
- 宣道會陳元喜小學官方網站 （页面存档备份，存于）